# Mario Moretti (Brigades rouges)
Pour les articles homonymes, voir Mario Moretti et Moretti.
Mario Moretti, né le 16 janvier 1946 à Porto San Giorgio, dans la province de Fermo, dans la région des Marches, en Italie centrale, est un ex-terroriste italien. Il a été de 1976 à 1981 un des dirigeants des Brigades rouges, une organisation terroriste italienne responsable de l'enlèvement et l'assassinat d'Aldo Moro le 9 mai 1978.

## Biographie
Issu d'une famille de la petite bourgeoisie catholique, la philanthropie de la marquise Anna Casati Stampa lui permet de payer ses études de technicien supérieur industriel et d'obtenir son diplôme de technicien radio en juillet 1966. En janvier 1967, il est engagé en tant que technicien dans l'usine Siemens SIT de Milan grâce à une lettre de recommandation de la marquise Casati Stampa. Confronté à la lutte des classes et à l'ostracisme des immigrés italiens du Sud venus chercher du travail au Nord, c'est dans cette usine qu'il entre en contact avec ses futurs camarades brigadistes, Corrado Alunni, Giorgio Semeria et Paola Besuschio. C'est à cette époque qu'il rencontre Renato Curcio qui anime avec sa femme Margherita Cagol et avec Corrado Simioni le Collectif politique métropolitain (it) qui, à la suite de plusieurs changements de noms, devient les Brigades Rouges. Membre des BR en 1971, il dirige en 1974 les Secondes Brigades Rouges à la suite de l'arrestation d'Alberto Franceschini et Renato Curcio, principaux fondateurs du groupe.
Les circonstances de l'assassinat d'Aldo Moro sont controversées. Selon certains, Mario Moretti fut la seule personne à parler à Moro durant les 55 jours de sa détention. Arrêté le 4 avril 1981 à Milan, il fut remplacé à la tête des BR par son rival Giovanni Senzani, criminologue de son état. Il signe en janvier 1987 avec Renato Curcio, Maurizio Iannelli et Piero Bertolazzi, trois autres membres emprisonnés des BR, un appel à la cessation de la lutte armée en se démarquant toutefois des « repentis » et des « dissociés (it) ». Le texte est publié dans le quotidien Il Manifesto en avril de la même année.
Mario Moretti accorde en 1993 une série d'entretiens aux journalistes Carla Mosca et Rossana Rossanda, publiés en 1994 dans le livre Brigate rosse. Una storia italiana. Il y reconnaît notamment avoir été le principal interlocuteur d'Aldo Moro durant sa détention et l'avoir exécuté le 9 mai 1978.
Moretti a été condamné à la prison à vie. Après 15 ans de prison, un régime de semi-liberté lui a été accordé en 1998.
Moretti apparaît dans le documentaire de Mosco Levi Boucault Ils étaient Les Brigades Rouges 1969-1978 (Éditions Arte 2011), avec d'autres interviews de membres de la « colonne romaine », celle qui enleva Aldo Moro en 1978.

## Figure controversée des Brigades rouges
Mario Moretti est une figure controversée des Brigades rouges qui a donné naissance à deux courants : le premier le considère comme le plus pur des révolutionnaires qui a échappé à la police pendant dix ans et qui après son arrestation a assumé entièrement ses actes.
L'autre le considère comme un espion. Ainsi Alberto Franceschini, l'un des fondateurs des Brigades rouges, accuse Moretti d'avoir été un agent, soit de la CIA, soit du KGB. Cette thèse a également été soutenue par Renato Curcio, l'autre fondateur des BR. Les deux avaient été arrêtés dès 1974.
Sergio Flamigni, écrivain et ancien élu du Parti communiste italien, ancien membre de la commission d'enquête parlementaire sur l'assassinat d'Aldo Moro, théorise que Moretti qu'il surnomme le « sphinx » des Brigades rouges, aurait pu avoir été utilisé par Gladio pour contrôler les Brigades Rouges et poursuivre une opération de stratégie de la tension.